# Футбольный матч Узбекистан — Бахрейн (2005)
Футбольный матч между сборными командами Узбекистана и Бахрейна, проходивший в рамках отборочного турнира ЧМ-2006, состоялся 3 сентября 2005 года в Ташкенте на стадионе «Пахтакор». Команды Узбекистана и Бахрейна боролись за право сыграть на чемпионате мира 2006 года в Германии.
Узбекистан одержал минимальную победу со счётом 1:0, однако результат этой игры был отменён ФИФА в связи с тем, что главный судья матча Тосимицу Ёсида допустил техническую ошибку. Впервые в истории чемпионатов мира была назначена переигровка матча: переигранный матч завершился со счётом 1:1.

## Предыстория
Обе команды заняли в своих отборочных группах третье место, что давало им право играть стыковые матчи в азиатском плей-офф. Победитель этого противостояния в следующем этапе отборочных игр померился бы силами с 4-й командой зоны КОНКАКАФ.
Итоговая таблица группы А, 2-го раунда отборочных игр ЧМ-2006.
|                   | И | В | Н | П | М    | О  |
| ----------------- | - | - | - | - | ---- | -- |
| Саудовская Аравия | 6 | 4 | 2 | 0 | 10:1 | 14 |
| Республика Корея  | 6 | 3 | 1 | 2 | 9:5  | 10 |
| Узбекистан        | 6 | 1 | 2 | 3 | 7:11 | 5  |
| Кувейт            | 6 | 1 | 1 | 4 | 4:13 | 4  |

И — игр, В — выигрыши, Н — ничьи, П — проигрыши, М — разница мячей, О — очки
Итоговая таблица группы В, 2-го раунда отборочных игр ЧМ-2006
|         | И | В | Н | П | М    | О  |
| ------- | - | - | - | - | ---- | -- |
| Япония  | 6 | 5 | 0 | 1 | 9:4  | 15 |
| Иран    | 6 | 4 | 1 | 1 | 7:3  | 13 |
| Бахрейн | 6 | 1 | 1 | 4 | 4:7  | 4  |
| КНДР    | 6 | 1 | 0 | 5 | 5:11 | 3  |

И — игр, В — выигрыши, Н — ничьи, П — проигрыши, М — разница мячей, О — очки
Перед игрой хозяева, руководимые англичанином Робертом Хафтоном, испытывали некоторые проблемы при комплектовании. Один из ведущий игроков команды Николай Ширшов был дисквалифицирован, травмированы Бахтиер Ашурматов, Леонид Кошелев, Александр Гейнрих и Ильяс Зейтуллаев. Вернулся в строй Андрей Фёдоров, был приглашён Владимир Радкевич.
Сборная Бахрейна, руководимая Лукой Перузовичем, имела преимущество в сроках подготовки. В национальном чемпионате и других первенствах стран Персидского залива, где выступают большинство бахрейнских футболистов, был перерыв, и команда давно тренировалась вместе. Из-за травмы отсутствовал ключевой игрок — Аала Хубайл.

## Игра

### Отчёт
| 3 сентября 2005       | \| Узбекистан \| 1 : 0 (1 : 0) \| Бахрейн \| \| Мирджалол Касымов 12′ \| Голы \| \| | Стадион: «Пахтакор», Ташкент Зрителей: 55 000 Судья: Тосимицу Ёсида |
| Отчёт                 |                                                                                     |                                                                     |
| Узбекистан            | 1 : 0 (1 : 0)                                                                       | Бахрейн                                                             |
| Мирджалол Касымов 12′ | Голы                                                                                |                                                                     |

| УЗБЕКИСТАН:     |  |                       |     |  |
|                 |  |                       |     |  |
| ВР              |  | Евгений Сафонов       |     |  |
| ЗЩ              |  | Владимир Радкевич     |     |  |
| ЗЩ              |  | Андрей Фёдоров        |     |  |
| ЗЩ              |  | Асрор Аликулов        | 41' |  |
| ЗЩ              |  | Алексей Николаев      | 5'  |  |
| ПЗ              |  | Мирджалол Касымов (к) | 12′ |  |
| ПЗ              |  | Виктор Карпенко       | 41' |  |
| ПЗ              |  | Тимур Кападзе         |     |  |
| ПЗ              |  | Сервер Джепаров       | 80' |  |
| НП              |  | Анвар Солиев          | 81' |  |
| НП              |  | Максим Шацких         |     |  |
| Замены:         |  |                       |     |  |
| ПЗ              |  | Владислав Кирьян      | 41' |  |
| НП              |  | Марат Бикмаев         | 81' |  |
| Главный тренер: |  |                       |     |  |
| Роберт Хафтон   |  |                       |     |  |

| БАХРЕЙН:       |  |                      |         |
|                |  |                      |         |
| ВР             |  | Хасан Али Хусейн (к) |         |
| ЗЩ             |  | Абдулла Марзук       |         |
| ЗЩ             |  | Саид Махмуд Джалал   | 33' 73' |
| ЗЩ             |  | Мухаммад Джума       |         |
| ЗЩ             |  | Мухаммад Салмин      | 74'     |
| ПЗ             |  | Талал Юсуф           | 78'     |
| ПЗ             |  | Хусейн Али           |         |
| ПЗ             |  | Салман Гулам         |         |
| ПЗ             |  | Саид Аднан           | 62'     |
| НП             |  | Мухаммад Хубайл      |         |
| НП             |  | Салех Фархан         |         |
| Замены:        |  |                      |         |
| ЗЩ             |  | Рашид Саиф           | 73'     |
| ПЗ             |  | Саид Мухаммад Джафар | 78'     |
| Тренер:        |  |                      |         |
| Лука Перузович |  |                      |         |

### Ход игры
Узбекистан с первых минут завладел преимуществом, но соперник чётко действовал в обороне и не дал возможности создать опасный момент у своих ворот. Кроме того, проведя быструю контратаку бахрейнцы могли первыми открыть счёт. Но после опасного удара, высокорослый вратарь хозяев Евгений Сафонов дотянулся до мяча, который летел прямо в ворота.
И тут настал черёд демонстрировать своё мастерство капитану узбекистанцев Мирджалолу Касымову. Получив мяч на левом фланге от Анвара Солиева, он продвинулся к воротам соперника и сблизившись с вратарём точно пробил в дальний угол — 1:0 на 12-й минуте.
Хозяева продолжали давить на соперника и на исходе получаса игры могли удвоить счёт. Отличную стенку разыграли Максим Шацких и Виктор Карпенко, но последнему чуть-чуть не хватило скорости для удара. Практически тут же в упор бил Мирджалол Касымов, но вратарь гостей Али Хусейн успел среагировать и отбил мяч за пределы поля.

### Эпизод с назначением пенальти
Ключевой эпизод игры случился на 38-й минуте. Узбекистан провёл быструю контратаку. После прострела с правого фланга вратарь Али Хусейн ошибся при выходе из ворот и не смог поймать мяч. Забежавший с левого фланга Максим Шацких с острого угла головой направил мяч в пустые ворота, но подоспевший защитник гостей Мухаммед Джума в прыжке накрыл мяч рукой. Японский арбитр Тосимицу Ёсида немедленно назначил одиннадцатиметровый удар. При этом судья не удалил Мухаммеда Джума за фол последней надежды.
Пенальти взялся пробить Сервер Джепаров и чётко реализовал его. Партнёры бросились поздравлять Сервера, а он, отмечая гол, исполнил традиционный для него прыжок «сальто». В этот момент главный арбитр Ёсида неожиданно поднял руку вверх и встал на линию штрафной площадки. Ассистент главного арбитра стоял с поднятым вверх флажком. По футбольным правилам это означало назначение свободного удара.
Все игроки, включая гостей, бросились к арбитру. Судья указал, что гол отменён и назначается свободный удар в сторону ворот сборной Узбекистана. Пока футболисты хозяев недоуменно выясняли подробности такого решения, вратарь сборной Бахрейна быстро ввёл мяч в игру с указанной точки Видео. Игра продолжилась.
После остановки игры последовал телевизионный повтор момента с забитым пенальти. Он показал, что нарушением в этом эпизоде могло быть только то, что футболист сборной Узбекистана вошёл в штрафную площадку до нанесения удара по воротам. В таком случае следовало перебить пенальти заново. Других нарушений в этом эпизоде не было.

### После отмены гола
В концовке тайма Анвар Солиев мог удвоить счёт, но выведенный Шацких один на один с голкипером он пробил выше ворот.
Во второй половине встречи Бахрейну удалось передвинуть игру в середину поля, хозяева стали уповать на контратаки. Дважды подопечные Перузовича могли сравнять счет, на 59-й минуте после опасного удара Талала Юсуфа мяч прошел мимо ворот, а под самый занавес игры свои ворота вновь спас Сафонов, парировав сильный удар Салеха Фархана.
Игра закончилась минимальной победой Узбекистана, что оставляла хорошие шансы на продолжение борьбы за заветную путевку.

## После игры
На послематчевой пресс-конференции главный тренер сборной Узбекистана Роберт Хафтон сказал: «Мы считаем, что это была большая победа для нас, но я не знаю, почему судья принял такое решение».
После игры Федерация футбола Узбекистана направила в штаб-квартиру ФИФА официальный протест, где требовала засчитать сборной Бахрейна техническое поражение со счётом 0:3 и назначить на ответную игру бригаду арбитров из европейских стран.
Тем не менее, сборная Узбекистана вылетела в столицу Бахрейна на ответную игру.

## Вердикт ФИФА
6 сентября 2005 года, за день до ответного матча стыковых игр, «Организационный комитет чемпионата мира Германия-2006» рассмотрев официальный протест ФФУ, принял решение касающейся технической ошибки со стороны рефери матча Узбекистан — Бахрейн.
Бюро, в состав которого входили председатель Леннарт Юханссон, заместитель председателя Хулио Грондона, директор Чонг Монг Джун и генеральный секретарь ФИФА Урс Линси, принял решение на основе следующих фактов:
1. При счете 1:0 в пользу Узбекистана на 39-й минуте матча судья решил назначить пенальти в пользу Узбекистана;
2. Пенальти был успешно реализован;
3. Перед пробитием пенальти, игрок сборной Узбекистана вошёл в штрафную площадку соперника;
4. Судья назначил свободный удар в пользу команды Бахрейна;
5. В такой ситуации, по требованию правил игры, рефери должен был дать перебить пенальти;
6. Капитан сборной Узбекистана сразу опротестовал решение рефери, прежде чем игра была продолжена. Этот протест был подтвержден после матча;
7. Эта техническая ошибка была подтверждена комиссаром и инспектором матча в своих докладах;
8. Узбекистан подал протест против решения рефери в письменной форме, требуя технического поражения команде Бахрейна со счётом 0:3.

Бюро, принимая во внимание, что судья действительно совершил техническую ошибку, постановил, что матч должен быть переигран. Переигровка назначается на 8 октября, а ответная игра на 12 октября 2005 года.
Протест сборной Узбекистана с требованием технического поражения команде Бахрейна отвергается. В соответствии со ст. 12.6 «Положения о ЧМ Германия-2006», это решение является окончательным и обязательным.
После оглашения этого вердикта готовящаяся к ответному матчу сборная Узбекистана покинула столицу Бахрейна и вернулась домой.

## Последствия
- Президент Азиатской футбольной конфедерации (АФК) Мохамед Бин Хаммам поддержал протест ФФУ и попросил ФИФА назначить на стыковые матчи судей из-за пределов Азии. ФИФА пошла ему навстречу и официальный протест ФФУ был частично удовлетворён. ФИФА назначил на переигровку швейцарского арбитра Массимо Бузакка. Ответную игру судил англичанин Грэм Полл[9].
- Переигровка первого матча завершилась со счётом 1:1. Ответная игра закончилась нулевой ничьей и Бахрейн прошёл дальше[10].
- Сборная Бахрейна не смогла преодолеть континентальные стыковые игры, проиграв по сумме двух встреч сборной Тринидада и Тобаго[11].
- Тосимицу Ёсида был отстранён от судейства игр ЧМ-2006 и исключён из элитного списка судей АФК. Также Японская футбольная ассоциация приняла решение отстранить арбитра от судейства в высшем дивизионе Японии — J-лиге — и отправить судить во второй дивизион — J2[12] (Ёсида вскоре вернулся к обслуживанию встреч J-лиги[13]).
- Несмотря на предложение со стороны ФФУ, Роберт Хафтон отказался от дальнейшей работы со сборной Узбекистана.
- Гол, забитый Мирджалолом Касымовым в ворота Бахрейна, стал для него последним в составе сборной. После этого противостояния он завершил выступления за сборную Узбекистана.

## Похожие случаи

### Матч Англия — Норвегия (девушки до 19 лет)
Аналогичный случай произошёл 8 апреля 2015 года, в игре сборных Англии и Норвегии в рамках квалификационного турнира женского юниорского чемпионата Европы.
На 6-й компенсированной арбитром минуте при счёте 2:1 в пользу норвежек, англичанки получили право на пенальти. 11-метровый удар был реализован, но судья из Германии Мария Куртес не засчитала гол, так как одна из англичанок вбежала в штрафную раньше времени. Судья, вместо того чтобы позволить перебить пенальти, назначила свободный удар в пользу норвежек.
Контрольно-дисциплинарная и этическая инстанция УЕФА рассмотрев инцидент, принял решение переиграть часть матча из-за допущенной судейской ошибки. 9 апреля 2015 года матч был возобновлён с новым арбитром с 96-й минуты. Англичанки повторно исполнили пенальти и успешно его реализовали. Игра закончилась со счётом 2:2, что позволило обеим командам завоевать путёвки на чемпионат Европы.

### Матч «Ньюкасл Юнайтед» — «Бертон Альбион» (Чемпионшип 2016/2017)
5 апреля 2017 года состоялась игра в рамках английского Чемпионшипа, между командами «Ньюкасл» и «Бертон».
На 29-й минуте матча главный судья Кит Страуд назначил пенальти в ворота гостей. После того, как игрок «Ньюкасла» реализовал пенальти, в штрафную площадку раньше времени вбежал футболист хозяев, в результате чего рефери отменил взятие ворот. Однако, арбитр пренебрег правилами и не дал «Ньюкаслу» перебить пенальти, вместо этого назначив свободный удар от ворот гостей. Матч закончился победой хозяев 1:0.
После игры Футбольная лига Англии раскритиковала работу судьи Кита Страуда и принесла свои извинения «Ньюкаслу», а также заявила, что если бы исход матча был другим, то клуб получил бы право на переигровку, начиная с пенальти, который был назначен на 29-й минуте встречи. Вся бригада арбитров, допустившая данную ошибку была отстранена от работы на неопределенный срок.

### Матч «Энергия» — «Мир» (Чемпионат Украины 2017/18, Вторая лига)
9 августа 2017 года состоялся матч между командами «Энергия» и «Мир» в рамках Второй украинской лиги.
Главный арбитр матча Павел Сальников из Херсона отличился непонятным решением, которое повлияло на исход матча. Игроки «Энергии» при счёте 2:3 в пользу гостей заработали пенальти. Сальников дождался, пока хозяева реализовали 11-метровый, а потом отменил взятие ворот. Боковой судья позвал к себе главного, после чего рефери поставил свободный удар без перебития 11-метрового. Матч закончился со счётом 2:3.
Позже Комитет арбитров ФФУ установил, что Сальников совершил ошибку, когда решил назначить свободный удар вместо того, чтобы перебить пенальти. «Правильным было бы повторить выполнения 11-метрового удара, а решение назначить свободный удар в пользу команды в защите было ложным. Санкция — отстранение от проведения матчей на определенный срок», — говорится в объяснении комитета арбитров ФФУ.